# Вишньовка (Шарлицький район)
Вишньо́вка (рос. Вишнёвка) — селище у складі Шарлицького району Оренбурзької області, Росія.

## Населення
Населення — 39 осіб (2010; 74 у 2002).
Національний склад (станом на 2002 рік):
- росіяни — 46 %
- чуваші — 42 %